# 白根区
もしかして
- 南区 (新潟市)

ではありませんか？